# Los Trullols (Mur)
Los Trullols és un indret i partida del terme municipal de Castell de Mur, dins de l'antic terme de Mur, al Pallars Jussà, en terres de Mur.
Està situat al vessant sud-occidental del turó on es troba el castell de Mur i la col·legiata de Santa Maria de Mur, a l'esquerra del barranc de Mur.